# Europarlamentari pentru Luxemburg 1999-2004
- Colette Flesch (Partidul European Liberal Democrat și Reformist)
- Robert Goebbels (Partidul Socialiștilor Europeni)
- Astrid Lulling (Partidul Popular European)
- Jacques Poos (Partidul Socialiștilor Europeni)
- Jacques Santer (Partidul Popular European)
- Claude Turmes (Greens/European Free Alliance)